# Карпф, Йозеф
Йозеф Карпф (пол. Josef Karpf; 1900 — 1993) — британский художник и скульптор еврейского происхождения. Муж пианистки Натальи Карп.

## Биография
Родился в семье предпринимателя недалеко от города Ясло в Галиции. Окончил гимназию в Ясло (1918) и экономический факультет Венского университета (1923), одновременно учился в Венской академии художеств. После этого вернулся в Ясло, уже на территории независимой Польши, и занимался семейным бизнесом. К началу Второй мировой войны был сопредседателем Кооперативного банка Ясло.
После раздела Польши в 1939 году был арестован советскими властями, некоторое время находился в заключении в Сибири и в конце концов был зачислен в Армию Андерса. Вернувшись в Польшу, в 1946 году женился на пианистке Наталье Карп и был направлен в Лондон для работы в польском посольстве. В 1950 году, когда социалистическое правительство Польши попыталось его отозвать, вместе с женой получил политическое убежище в Великобритании, где впоследствии стал одним из соучредителей Ассоциации польских евреев.
В 1950-е годы совершенствовался как художник и скульптор в так называемом Политехникуме Риджент-стрит (ныне Вестминстерский университет), сотрудничал с Кэмденским центром искусств, на протяжении многих лет входил в художественный совет лондонской Галереи Бен Ури.
Дочь — журналист и публицист Энн Карпф.